# Thermococci

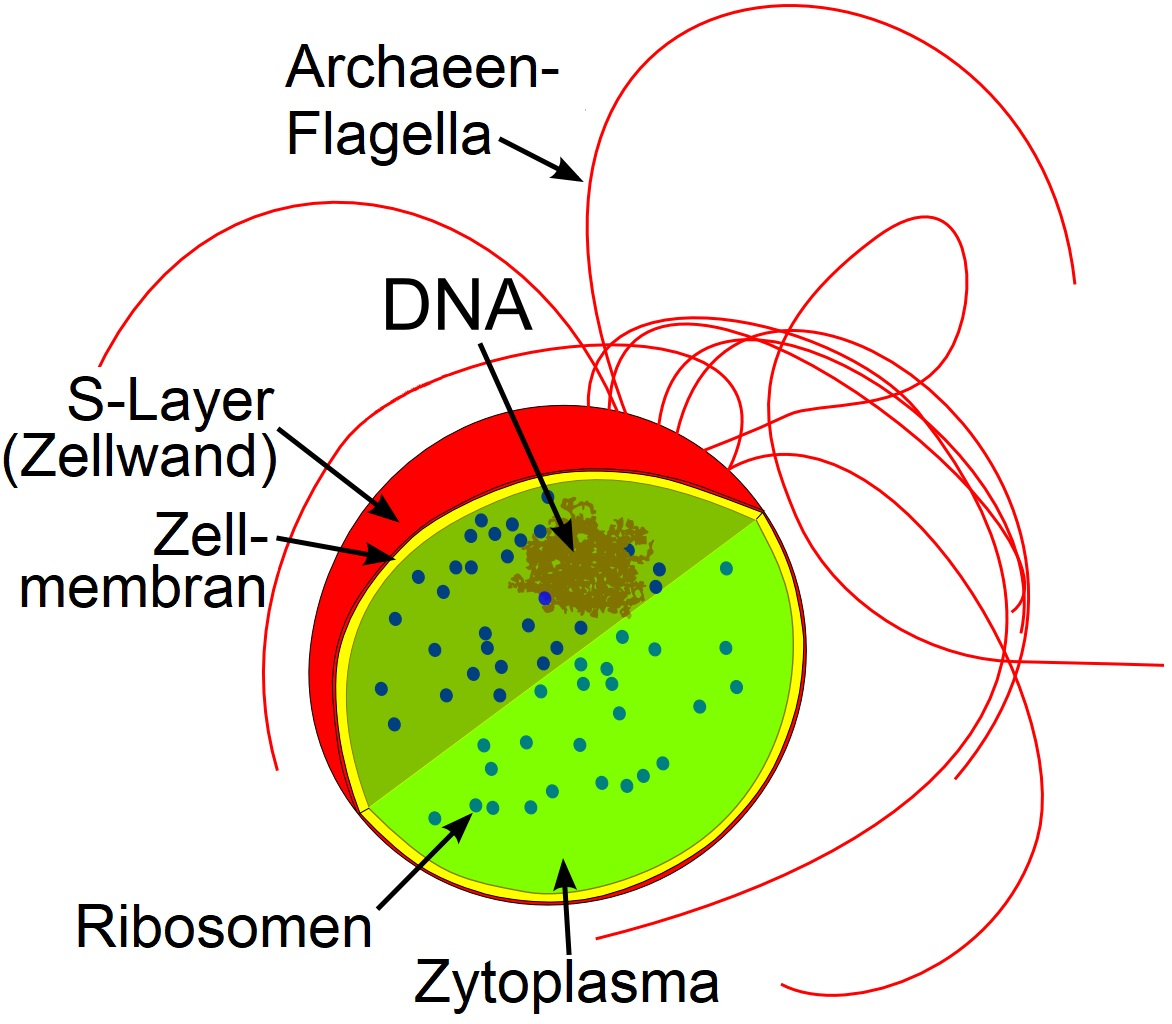
Schemazeichnung der obigen Zelle von Thermococcus gammatolerans

Die Thermococci (deutsch „Thermokokken“, Synonym Protoarchaea) sind eine Klasse von Archaeen im Phylum Euryarchaeota.
Die Thermococcales bilden eine allgemein anerkannte Ordnung (Biologie) innerhalb der Thermococci.

## Thermococcales
Die Ordnung Thermococcales umfasst nur die Familie Thermococcaceae mit ca. 40 oder mehr Spezies (Arten), was sie zu einer der zahlreichsten Familie in der Domäne der Archaeen macht, wobei bisher wahrscheinlich nur ein kleiner Teil der natürlich vorkommenden Arten dieser Gruppe untersucht ist.
Diese Organismen sind hyperthermophil, d. h. sie leben in extrem heißen Umgebungen (z. B. in Hydrothermalquellen) bei optimalen Wachstumstemperaturen von über 80 °C. In solchen marinen Umgebungen sind sie weit verbreitet.
Thermococci gehören zu den am häufigsten isolierten Organismen aus hydrothermalen Schloten in der Tiefsee.
Vertreter wurden auch aus Ölfeldvorkommen und flachen hydrothermalen Meeresgebieten isoliert, allerdings noch nie von hydrothermalen Quellen an Land.
Bei Ausbrüchen unterseeischer Vulkane wurden Thermococci in hohen Konzentrationen im umgebenden Meerwasser nachgewiesen.
Die Gattungen Thermococcus und Pyrococcus (wörtlich „Wärmeball“ und „Feuerball“) sind beide obligat anaerobe Chemoorganotrophe. Thermococcus bevorzugt 70–95 °C und Pyrococcus 70–100 °C.
Thermococcus gammatolerans wurde beispielsweise im Guaymas-Becken entdeckt und wächst bei Temperaturen von 55–95 °C (optimale 88 °C) bei einem optimalen pH-Wert von 6. Diese Spezies (Art) hat eine ausgeprägte Strahlungsresistenz und kann Gammastrahlung von 30 kGy (Kilo-Gray) überleben.
Vertreter der Gattung Thermococcus wurden auch in terrestrischen hydrothermalen Gewässern in Neuseeland gefunden.
Palaeococcus helgesonii aus dem Tyrrhenischen Meer ist ein aerober chemoheterotropher Organismus, der bei Temperaturen von 45–85 °C (optimal 80 °C) wächst.
Mit Stand 2012 lagen keine Daten zur Besiedlung von Thermokokken Niedrigtemperatur-Ökosystemen sowie in Umgebungen mit hohem oder niedrigem pH-Wert vor.

## Methanophastidiosales
Methanophastidiosales ist eine vorgeschlagene Bezeichnung für eine Gruppe von Euryarchaeota im taxonomischen Rang einer Ordnung, die ursprünglich WSA2 oder Arc I genannt wurde. Diese Archaeen gelten als die ersten entdeckten Methanbildner, das sich auf die Methanogenese durch Reduktion von methyliertem Thiol beschränken. Genomanalysen zeigen, dass ihnen Stoffwechselwege zur Kohlenstofffixierung, Stickstofffixierung und Biosynthese vieler Aminosäuren fehlen. Als Kohlenstoffquelle können sie Acetat, Malonat und Propionat verwenden.
Diese Archaeen finden sich in brackigen Meeressedimenten, hydrothermalen Sedimenten, mesophilen anaeroben Fermentern, in Kläranlagenwasser und -sedimenten, Deponiesickerwasser, erdölkontaminiertem Grundwasser usw.
Die Taxonomie dieser Gruppe als Ordnung der Klasse Thermococci ist noch in der Diskussion; eine andere Klassifizierung ist als eigene Klasse Methanofastidiosa innerhalb einer Stenosarchaea genannten Euryarchaeota-Klade.

## Systematik
Mit Stand Dezember 2021 hat die Klasse Thermococci die eine allgemein akzeptierte Ordnung Thermococcales;
zudem wurde vorgeschlagen, eine weitere Ordnung Methanofastidiosales in die Klasse aufzunehmen:

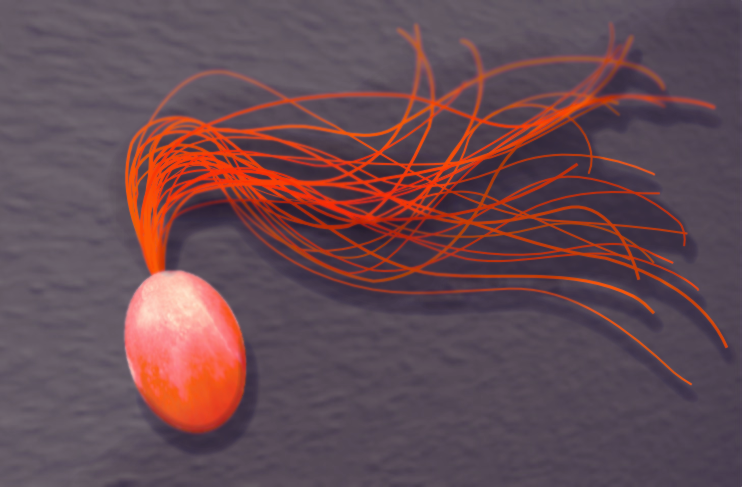
Pyrococcus furiosus

Klasse Thermococci Zillig & Reysenbach 2002
mit Synonym Protoarchaea Cavalier-Smith 2002
- Ordnung Thermococcales Zillig 1988
  - Familie Thermococcaceae Zillig 1988
    - Gattung Palaeococcus Takai et al. 2000
      - Spezies P. ferrophilus Takai et al. 2000
      - Spezies P. helgesonii Amend et al. 2006
      - Spezies P. pacificus Zeng et al. 2013

    - Gattung Pyrococcus Fiala & Stetter 1986
      - Spezies „P. abyssi“ Erauso et al. 1993
      - Spezies P. furiosus Fiala & Stetter 1986
      - Spezies P. glycovorans Barbier et al. 1999
      - Spezies P. orikoshii González et al. 1999
      - Spezies P. kukulkanii Callac et al. 2016
      - Spezies P. woesei Zillig 1988[20]
      - Spezies P. yayanosii Birrien et al. 2011

    - Gattung Thermococcus Zillig 1983 – Details siehe dort
inkl. der in der GTDB abgespaltenen Gattungen Thermococcus_A, Thermococcus_B, Thermococcus_C
- ?Ordnung Methanofastidiosales[19]
  - Familie Methanofastidiosaceae[21][22]
    - Gattung Ca. Methanofastidiosum[21] alias Arc I group oder WSA2 group[16]
      - Spezies Ca. M. methylthiophilum Nobu et al. 2016 (mit Schreibvariante Ca. M. methylthiophilus) inkl. Arc I group archaeon ADurb1013_Bin02101

Typus-Taxa sind fett hervorgehoben.
Abgesehen von der Gattung Ca. Methanofastidiosum sind hier nur als gesichert gelistete Spezies angegeben.
Eine alternative Zuordnung der Gattung Ca. Methanofastidiosum geschieht nach LPSN und NCBI in eine eigene Klasse Ca. Methanofastidiosa corrig. Nobu et al. 2016, Klade Stenosarchaea Aouad et al. 2018 innerhalb der Euryarchaeota.

## Viren
Bis 2012 wurden Archaeen der Familie Thermococcaceae nur zwei Viren isoliert:
- Thermococcus prieurii virus 1 (TPV1), Wirt: Thermococcus prieurii Stamm Bio-pl-0405IT2[24]
- Pyrococcus abyssi virus 1 (PAV1), Wirt: „Pyrococcus abyssi“ Stamm GE23[25]

Die TPV1-Partikel haben eine zitronenförmige Morphologie (140 nm × 80 nm). TPV1 könnte wie auch PAV1 zu der Virusfamilie Fuselloviridae angehören.
TPV1 enthält eine doppelsträngige zirkuläre DNA von 21,5 kbp, dieses Genom umfasst nach Vorhersage 28 Gene.
Die Infektion mit TPV1 verursacht keine Lyse des Wirts, die Virusreplikation kann durch UV-Bestrahlung ausgelöst werden.

## Anwendungen
Die pfu-DNA-Polymerase (isoliert aus Pyrocccus furiosus) und die Vent-DNA-Polymerase (isoliert aus Thermococcus litoralis) sind aufgrund ihrer hohen Hitzebeständigkeit (Thermotoleranz) und ihrer Proofreading-Aktivität gut geeignet für all jene Anwendungen, bei denen geringe Fehlerraten beim Nukleotideinbau wichtig sind. Sie werden daher heute bei der PCR-Analytik bevorzugt gegenüber Polymerasen aus den Bakterienspezies Thermus aquaticus und Thermus thermophilus.